# Tour-clocher de Crépol
La Tour-clocher de Crépol (ou Tour du cimetière) est un édifice situé à Crépol, dans le département français de la Drôme. Cette tour du cimetière était le clocher de l'église romane Saint-Étienne, détruite à la fin du XIXe siècle.
Cette tour-clocher est Monument Historique depuis 1956.

## Les fresques
Dans la partie inférieure de la tour-clocher, chapelle Saint-Jean-Baptiste fondée par Jean Bastard de Chaste en 1482, subsistent des fresques du XVe siècle.
- Sur le mur sud : l'Annonciation. L'ange Gabriel est agenouillé face à la Vierge Marie, en prière devant un pupitre, et déroule un phylactère.

- Sur le mur nord : l'arbre de Jessé.

- Sur le mur est : deux femmes coiffées de longs hennins.

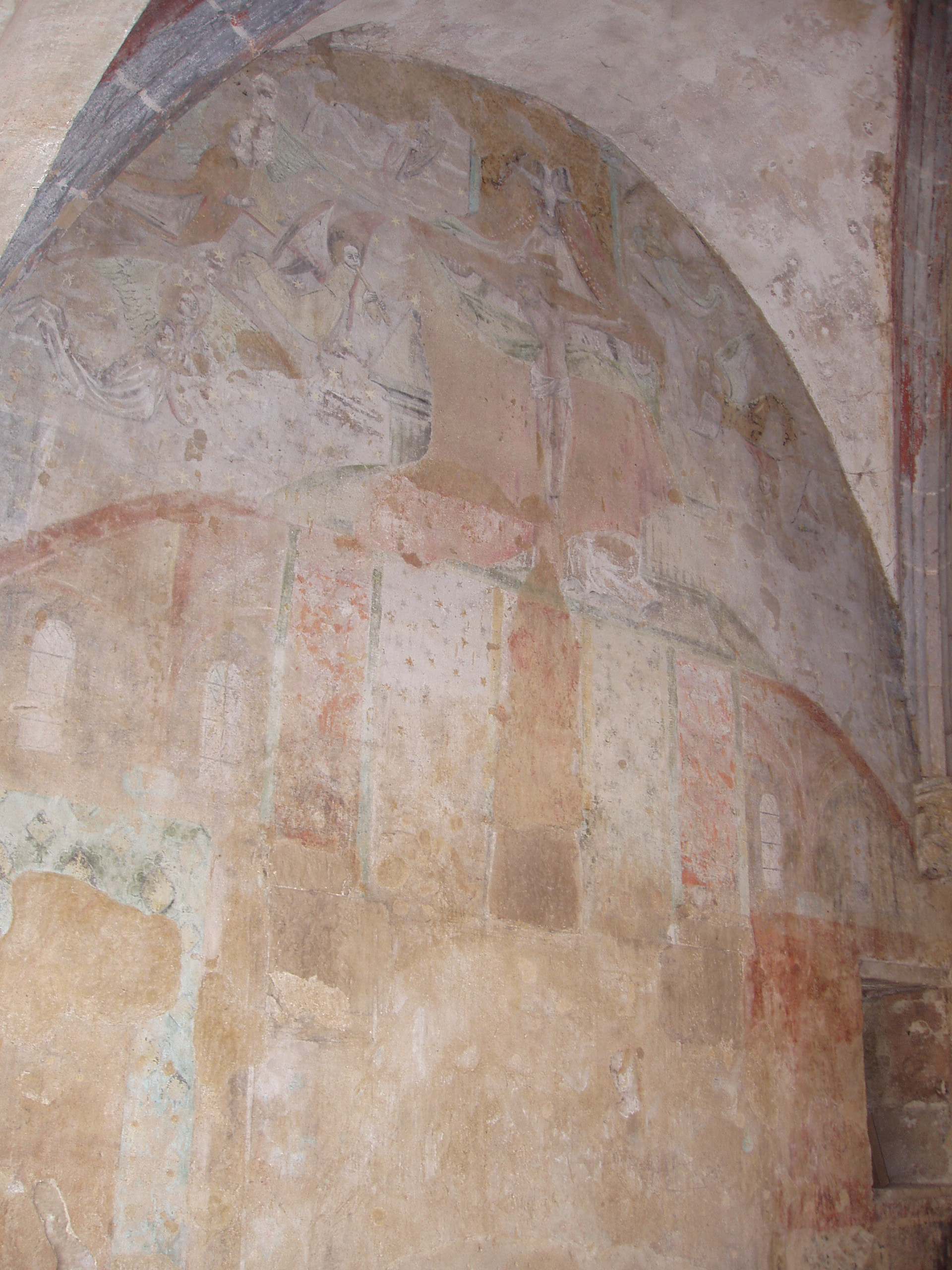
Fresque du mur sud.
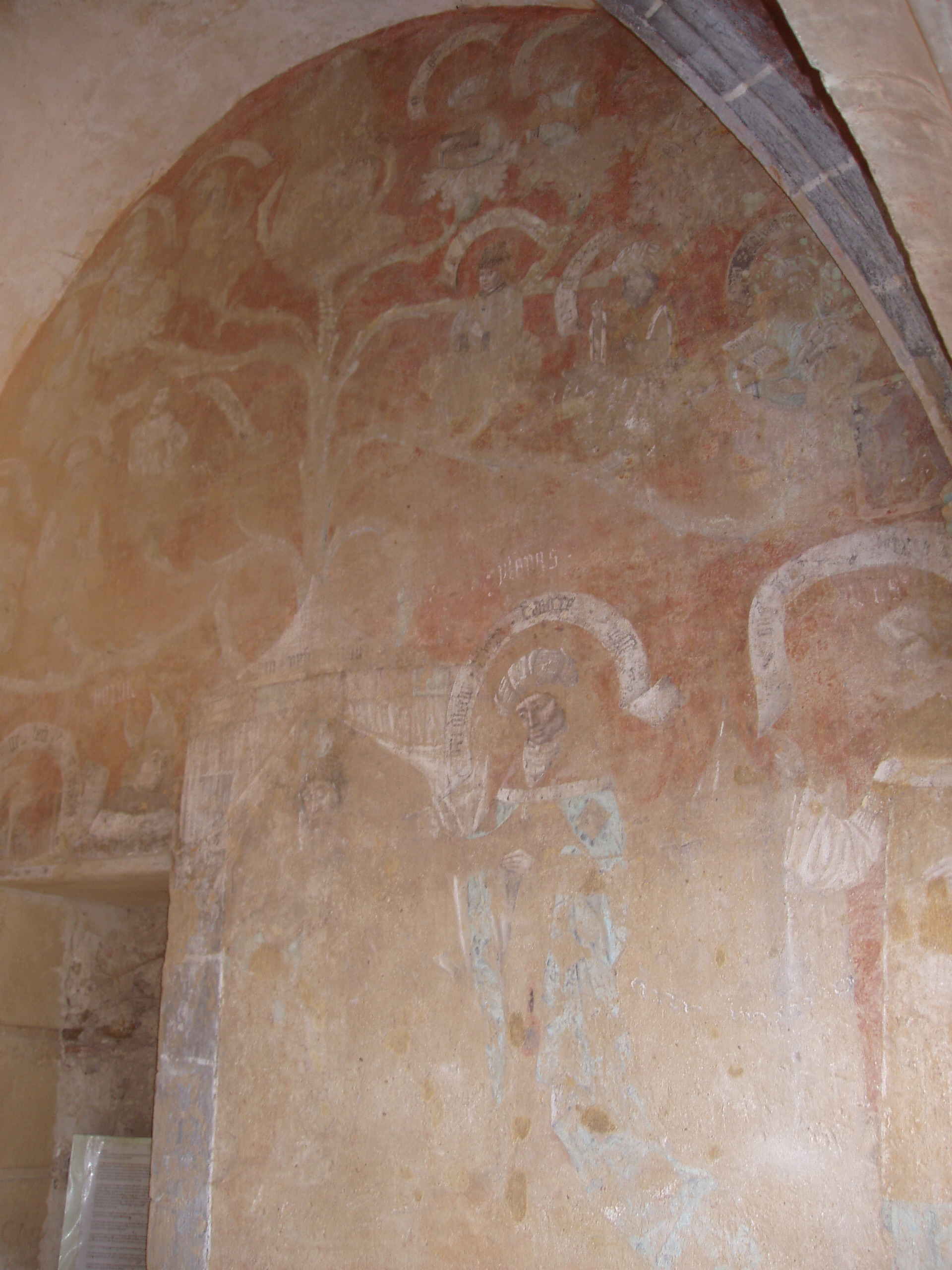
Fresque du mur nord.
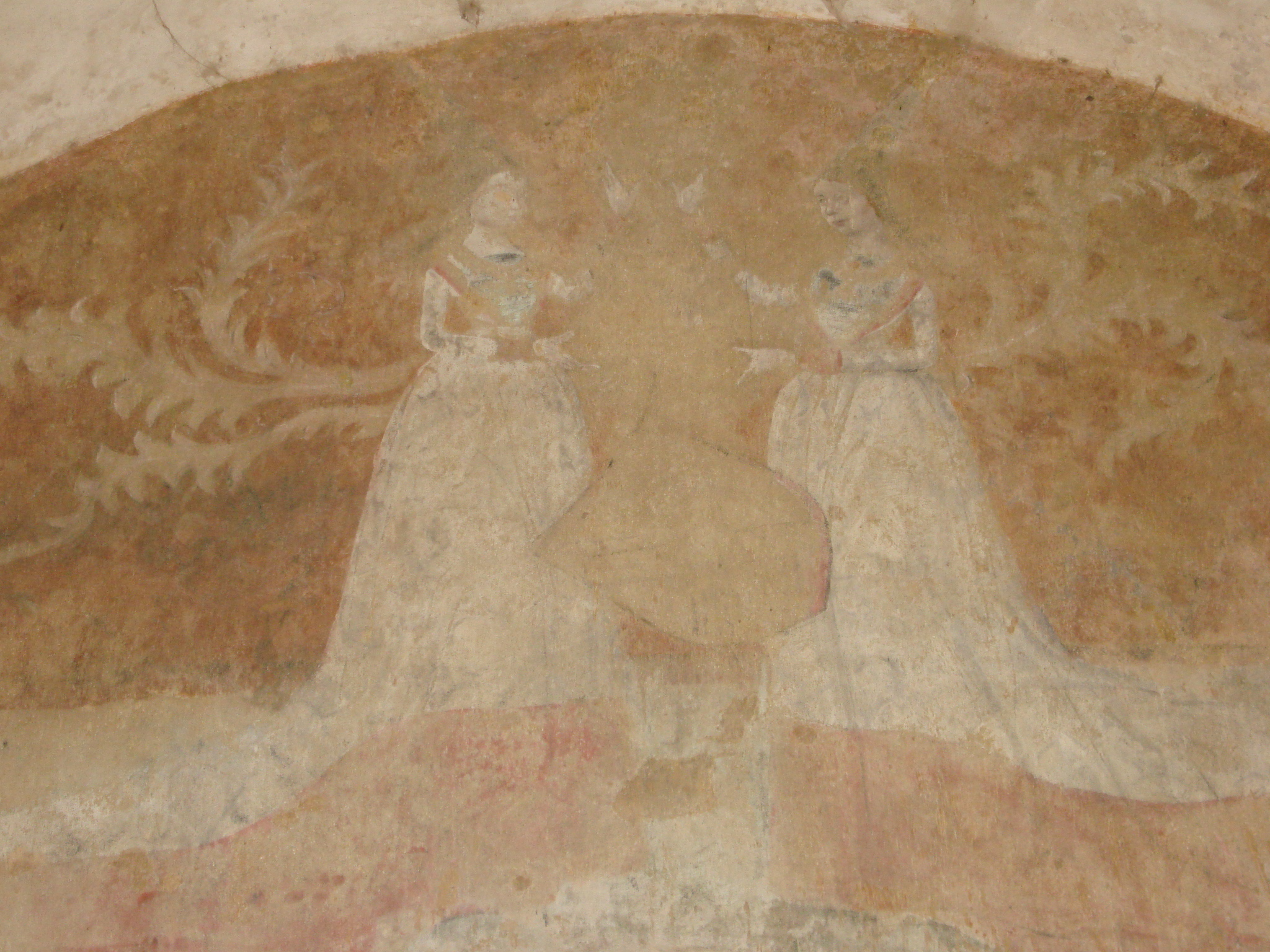
Fresque du mur est.